# Кравацька Олена Віталіївна
Оле́на Віта́ліївна Кравацька (нар. 22 червня 1992, Чернівці) — українська спортсменка-фехтувальниця (шаблістка), олімпійська чемпіонка 2024 року і срібна призерка Олімпійських ігор 2016 року в командній шаблі, призерка чемпіонатів світу та Європи. Представляє Одеську обласну організацію ФСТ «Динамо».

## Спортивні досягнення (командні, Україна)
- 1 місце на Чемпіонаті світу-2010;
- 2 місце на Чемпіонаті Європи — 2012;
- 3 місце на Кубку світу-2014;
- у червні 2015-го на 1-х Європейських іграх у Баку команда шаблісток — Ольга Харлан, Кравацька Олена, Аліна Комащук — здобула золоту медаль, перемігши у фіналі італійок з рахунком 45:43;
- в середині липня 2015-го у складі збірної здобула срібну медаль чемпіонату світу (Москва);
- у 2024 році на Олімпійських іграх у Парижі збірна України з фехтування на шаблях (Ольга Харлан, Олена Кравацька, Аліна Комащук та Юлія Бакастова) з рахунком 45:42 перемогла команду Південної Кореї[1].

## Відзнаки та нагороди

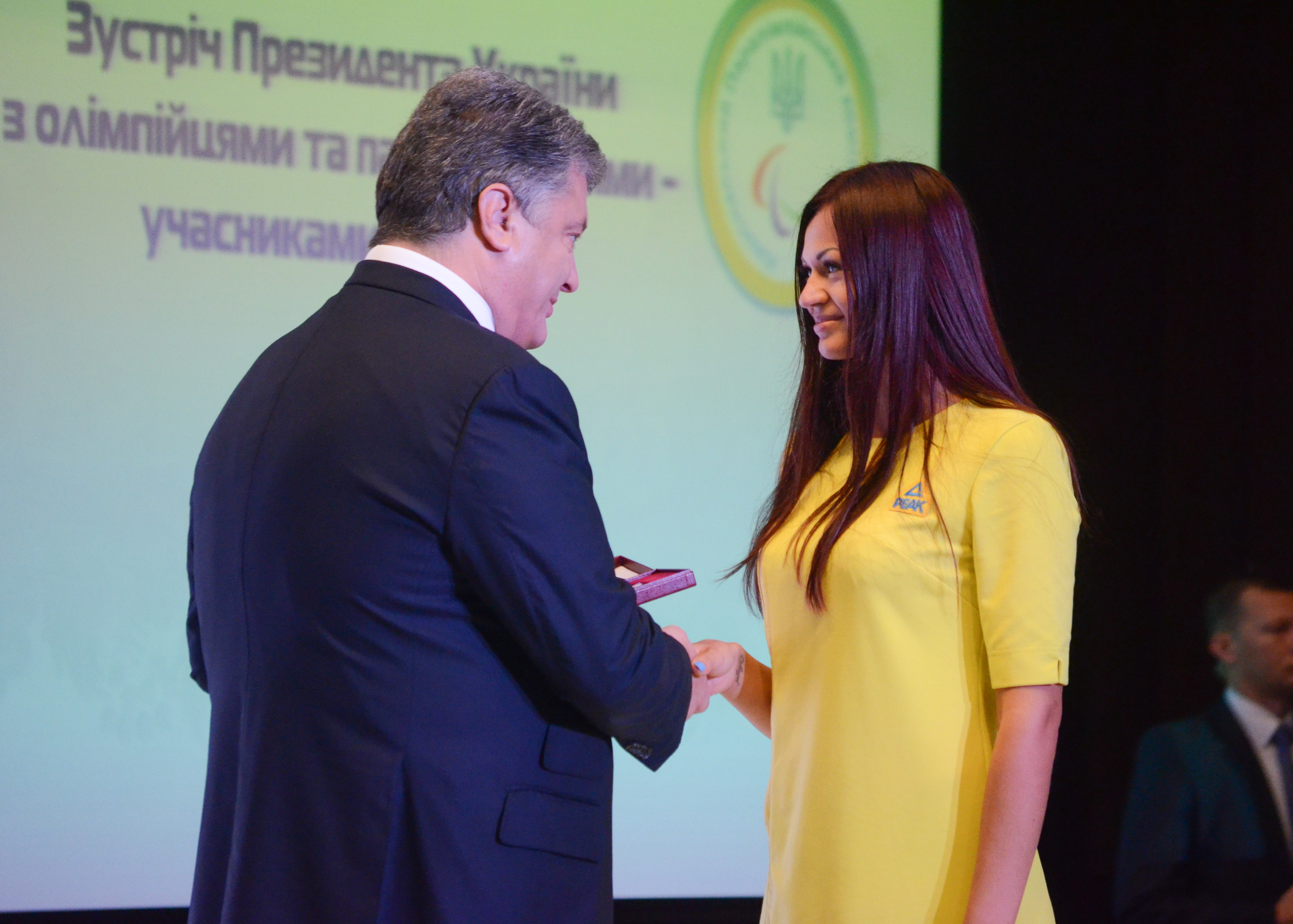
Олена Кравацька отримує Орден княгині Ольги III ст.

- Орден княгині Ольги II ст. (23 серпня 2024) — За досягнення високих спортивних результатів на XXXIII літніх Олімпійських іграх у місті Парижі (Французька Республіка), виявлені самовідданість та волю до перемоги, утвердження міжнародного авторитету України.[2]
- Орден княгині Ольги III ст. (4 жовтня 2016) —За досягнення високих спортивних результатів на Іграх XXXI Олімпіади 2016 року в місті Ріо-де-Жанейро (Федеративна Республіка Бразилія), виявлені мужність, самовідданість та волю до перемоги, утвердження міжнародного авторитету України[3]
- Відзнака Президента України — ювілейна медаль «25 років незалежності України» (2016).[4]

## Особисте життя
Спортсменка виховує сина, але з батьком дитини розійшлася.